# يوهان بابتست فيشر
يوهان بابتست فيشر (بالألمانية: Johann Baptist Fischer)‏ (و. 1803 – 1832 م) هو عالم نبات، وعالم حيوانات، وعالم ثدييات ألماني، ولد في ميونخ، توفي في لايدن، عن عمر يناهز 29 عاماً.